# Euthalia veyana
Euthalia veyana är en fjärilsart som beskrevs av Hans Fruhstorfer 1913. Euthalia veyana ingår i släktet Euthalia och familjen praktfjärilar. Inga underarter finns listade i Catalogue of Life.